# IC 5382
IC 5382 је спирална галаксија у сазвјежђу Тукан која се налази на листи објеката дубоког неба у Индекс каталогу.
Деклинација објекта је - 65° 11' 48" а ректасцензија 0h 3m 26,3s. Привидна величина (магнитуда) објекта IC 5382 износи 14,6 а фотографска магнитуда 15,3. IC 5382 је још познат и под ознакама ESO 78-13, PGC 236.